# Kat Candler
Pour les articles homonymes, voir Candler.
Kat Candler (née le 11 novembre 1974  à Atlanta) est une réalisatrice et scénariste américaine.

## Filmographie partielle
- 2006 : Jumping Off Bridges
- 2014 : Hellion